# Parcul Ion Voicu

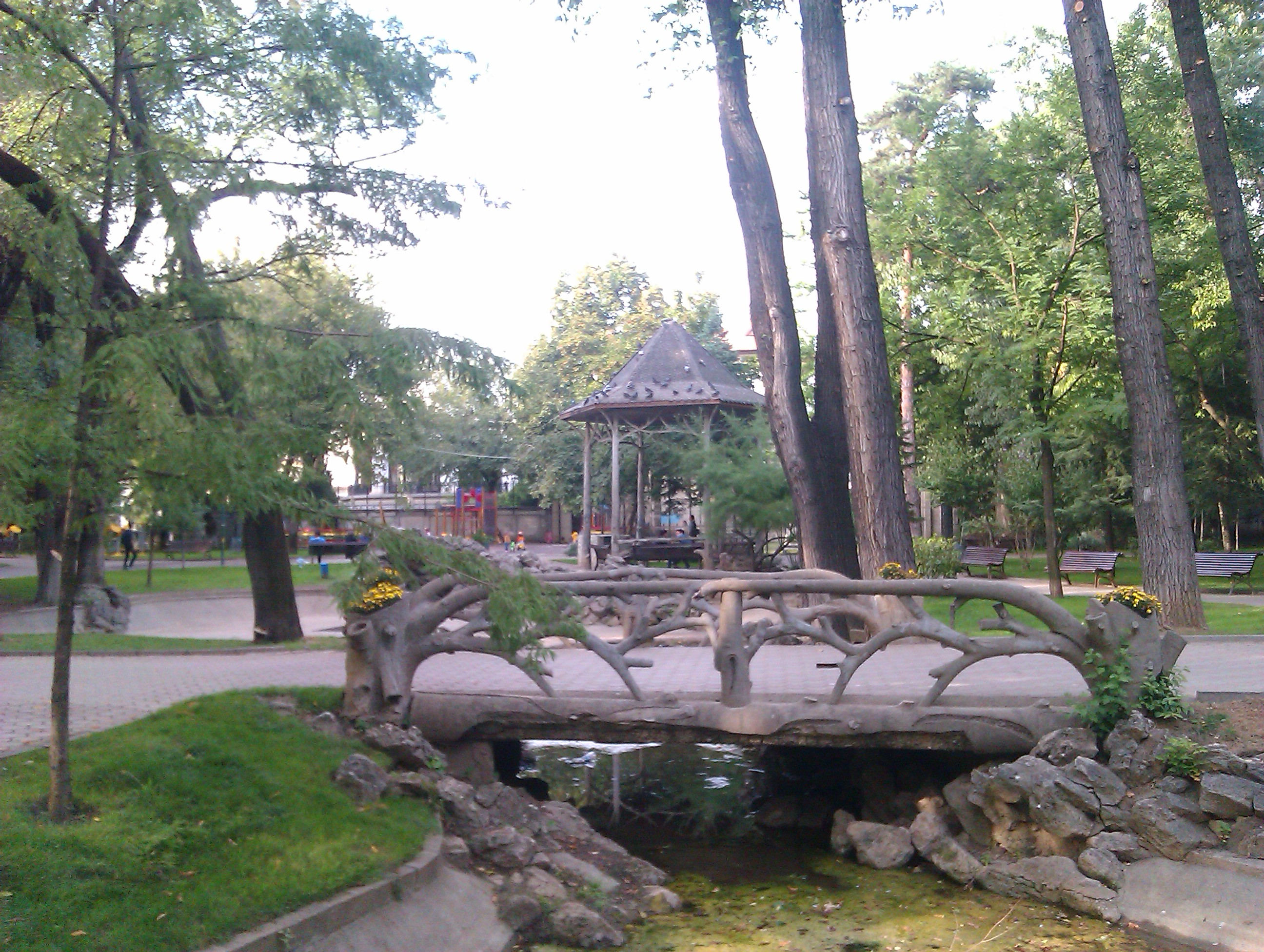
Parcul Ioanid

Parcul Ioanid este un parc din București, sectorul 2, cu o suprafață de 10.000 mp, amenajat pe locul fostului afluent al Dâmboviței, Bucureștioara. Parcul este declarat monument istoric, cu codul  B-II-a-A-18300.

Statuia pictorului Ștefan Luchian. Sculptor Ion Vlad. A fost amplasată pe actuala poziție în anul 1972.

Librarul și editorul George Ioanid, care avea una din primele librării din București, pe Calea Victoriei, a cumpărat terenul în 1856 de la marele agă Pană Băbeanul pentru 2100 de galbeni. Zona fusese anterior una din multele "grădini" din București, cunoscută sub numele de Grădina Breslea, menționată ca atare și în "Ciocoii vechi și noi".
În 1870, terenul mlăștinos, aflat în proprietatea librarului Gheorghe Ioanid, a fost desecat, proprietarul acestuia a hotărât să-l amenajeze ca parc, plantând în acest sens mai mulți copaci pe terenul mlăștinos. 
Aspectul actual al parcului a luat naștere între anii 1909-1910, când Primăria orașului București a început în zonă o serie de lucrări de urbanism cunoscute sub numele de "lotizarea Ioanid". Astfel, a apărut un cartier de vile dispuse în jurul actualului parc, fiecare casă având o vedere directă la parc.
Parcul a fost proiectat după tiparul scuarurilor englezești și al parcurilor franțuzești, în special Parcul Monceau din Paris.
Elementul principal al parcului este foișorul, situat de o parte a lacului, care domină mai ales prin înălțime. Există și o mică cascadă, grupuri de stânci care mărginesc lacul și un podeț. Lacul este de mici dimensiuni și are formă organică.
În noiembrie 2003, președintele Ion Iliescu și premierul Adrian Năstase au dezvelit bustul celebrului violonist Ion Voicu, tatăl omului politic Mădălin Voicu. Bustul, realizat de maestrul Ion Irimescu a fost amplasat în Parcul Ioanid, situat în fața casei în care a trăit violonistul. Cu această ocazie, numele parcului a fost schimbat în Parcul Ion Voicu.

## Trivia
- Radu Petrescu descrie parcul și plimbările pe aleile acestuia într-un jurnal al său.
- Bedros Horasangian a dat titlul unui volum de proze, după denumirea parcului, Parcul Ioanid